# Notgeld aus Kohle

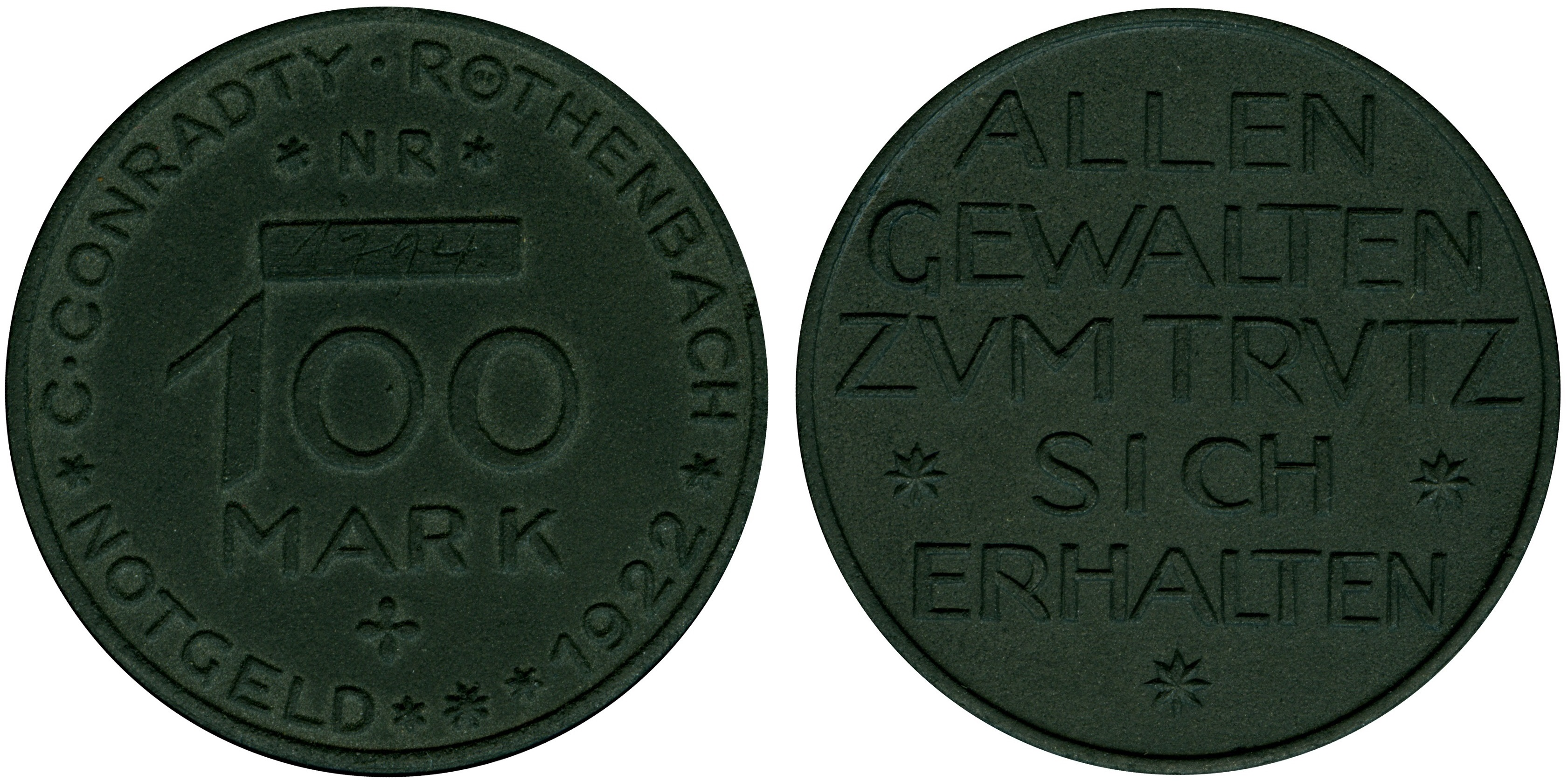
100-Mark-Kohlemünze 1922, C. Conradty Röthenbach, Auflage: 2500 Exemplare, Durchmesser: 35 mm, Kröner Katalog: C1.1

Notgeld aus Kohle wurde 1922 aus galvanischer Kohle als Notgeld neben klassischen Notmünzen aus Stahl, Zink, Aluminium, Porzellan usw. ausgegeben.
Die Firma Conradty (heute Graphite Cova GmbH) in Röthenbach an der Pegnitz fertigte die Münzen zu 100, 500 und 1000 Mark Nennwert, die in der Numismatik einzigartig durch die Verwendung galvanischer Presskohle sind.
Die Prägestempel wurden von der Firma Lauer in Nürnberg hergestellt, die Prägung erfolgte bei der Firma Conradty.
Die Auflagen betrugen jeweils 2500 Stück bei den 100- und 500-Mark-Münzen sowie 3500 Stück bei der 1000-Mark-Münze. Alle Stücke wurden durchnummeriert.